# NGC 3225
NGC 3225 es una galaxia espiral (Sc) localizada en la dirección de la constelación de Osa Mayor. Posee una declinación de +58° 08' 59" y una ascensión recta de 10 horas, 25 minutos y 09,9 segundos.
La galaxia NGC 3225 fue descubierta el 8 de abril de 1793 por William Herschel.